# أندريس راميريز
أندريس راميريز (بالإسبانية: José Ramírez Hernández)‏ (1901 بغوادالاخارا في المكسيك - ) هو لاعب كرة قدم مكسيكي في مركز الدفاع.

## وصلات خارجية
- أندريس راميريز على موقع Soccerway.com (الإنجليزية)